# Асълбейли
Асълбейли (на турски: Asılbeyli) е село в Източна Тракия, Турция, околия Лозенград, вилает Лозенград.

## География
Селото се намира на 6 км южно от вилаетския център Лозенград (Къркларели).

## История
В XIX век Асълбейли е село в Лозенградската кааза на Одринския вилает на Османската империя. Според „Етнография на вилаетите Адрианопол, Монастир и Салоника“, издадена в Константинопол в 1878 година и отразяваща статистиката на населението от 1873 година, Иссабейли (Issabeyli) има 60 домакинства и 176 мюсюлмани.